# Peter Bion
Peter Bion (* 18. Oktober 1684 vermutlich in Heidelberg; † 1. Dezember 1735 in St. Gallen) war Kaufmann und Unternehmer und trug wesentlich zur Entwicklung der Textilindustrie in der Stadt St. Gallen bei. Er war die treibende Kraft hinter der Wandlung von der Leinwand- zur Baumwollverarbeitung.

## Leben
Bion wurde geboren als Sohn des Salomon Bion, eines kurpfälzischen Beamten, und der Elisabetha Noot, der Tochter eines Heidelberger Anwalts, Händlers und Politikers. Er war vermutlich hugenottischer Abstammung. Bion kam 1707 von Heidelberg nach St. Gallen. 1717 erhielt er das Bürgerrecht der Stadt und führte einen Laden, in dem er allerlei Güter aus fernen Orten feilhielt, darunter Gewürze und exklusive Stoffe wie Seide, Barchent und Mousseline. Als Angehöriger der Schneiderzunft masste er sich bald darauf an, aus Leinen- und Baumwollgarn Barchent selbst weben zu lassen. Das widersprach jedoch der Zunftordnung und die Weberzunft forderte ihn auf, entweder zu ihr überzutreten und dafür den Laden aufzugeben oder aber auf das Weben zu verzichten. Bion entschied sich für ersteres und trat zur Weberzunft über. Schnell begann er nun im grossen Stil mit allen möglichen Stoffen, besonders aber mit der relativ neuen Baumwolle, zu handeln und Produkte mit ihr herzustellen. Die aufstrebende Baumwollindustrie bezog ihr Garn zunächst aus dem Glarnerland, später aus dem Toggenburg und dem Appenzellerland. Weil die Räte der Stadt dem noch jungen und zunächst unbedeutenden Baumwollgewerbe kaum Aufmerksamkeit beimassen, liess man Bion bei all seinen Geschäften frei gewähren. Als er 1732 seine Geschäfte an seinen Nachfolger Peter Gonzenbach (1701–1779) übergab, war der Siegeszug der Baumwolle als neuer Schwerpunkt der St. Galler Textilindustrie nicht mehr aufzuhalten.